# Sclerurus mexicanus
Sclerurus mexicanus là một loài chim trong họ Furnariidae.